# Pablo Sanz y Baeza
Pablo Sanz y Baeza (Pamplona, 7 de juny de 1801 - Estella, Navarra, 18 de febrer de 1839) fou un militar espanyol i general carlista.
Fou oficial de la guàrdia reial d'infanteria de Ferran VII i en morir aquest rei demanà la llicència absoluta i es presentà al general carlista Zumalacárregui, el qual el nomenà el seu ajudant de camp, i al costat del qual es va batre en les accions de Nazar i Asarta, Vitòria, Heredia, Altsasu, Gulina, Muez, Olazagutia, Artaza, Larrión, Viana, Etxarri-Aranatz, Arrieta, Dulantzi, Eraul, Peñas de San Fausto i Arquijas, arribant aconseguir la creu de Sant Ferran, el grau de coronel i el comandament del 6è batalló de Navarra.
Després es va distingir en les accions de Celandieta, turó del voltant d'Ormaiztegi, Elzaburu, Oroquieta, Arroitz i les Amézcoas, ascendint a general de brigada. Derrotà al general Baldomero Espartero, el 19 de març de 1836; va vèncer al regiment d'Àfrica i al batalló de tiradors algerians de la legió francesa a Lintzoain, guanyant la faixa de mariscal de camp en els combat de Medianas i Carrasqueda.
L'octubre de 1836, s'apoderà dels ravals d'Oviedo; entrà a Gijón i a Avilés, va recórrer la província de Lleó i per Astúries retornà de nou al Nord. Quan l'infant Sebastià Gabriel s'encarregà del comandament en cap de l'exèrcit carlista del Nord, el tingué al seu costat amb el càrrec d'ajudant de camp, en el moment d'obtenir la victòria d'Oriamendi.
Durant l'Expedició Reial a través d'Aragó, Catalunya, el Maestrat i Castella, es confià a Sanz y Baeza el comandament de la 1a divisió, formada pels batallons 9é 10é i 12é de guies de Navarra, distingint-se en les batalles d'Osca, Barbastre, Gra, Santpedor, la presa de Borriana, batalla de Chiva, victòria de Villar de los Navarros i en la desgraciada acció de Retuerta, on fou derrotat amb grans pèrdues.
Quan el general Maroto fou encarregat del comandament en cap de l'exèrcit carlí del Nord, el mateix Carles disposà que Sanz y Baeza l'acompanyés amb la divisió d'operacions que devia portar sempre a les seves immediates ordres aquest general en cap.

## Detenció i afusellament
Maroto considerà que Sanz i el general carlí Francisco García s'havien posat d'acord per conspirar contra ell i ordenà prendre'ls a tots dos a Tolosa. A continuació, els feu afusellar juntament amb els oficials carlins Guergué, Carmona i Úriz a Estella, el 17 de febrer de 1839. Després d'això, Maroto emprengué la capitulació a través de la signatura del Conveni de Bergara.